# ГЕС Báishuǐyù
ГЕС Báishuǐyù (白水峪水电站) — гідроелектростанція у центральній частині Китаю в провінції Хубей. Знаходячись між ГЕС Guòdùwān  (25,5 МВт) (вище по течії) та ГЕС Наньхе (22,5 МВт), входить до складу каскаду на річці Наньхе, правій притоці Ханьшуй, котра в свою чергу є лівою притокою Янцзи.
В межах проекту річку перекрили бетонною гравітаційною греблею висотою 64 метра та довжиною 218 метрів. Вона утримує водосховище з об’ємом 148 млн м3 (корисний об’єм 61 млн м3) та припустимим коливанням рівня поверхні у операційному режимі між позначками 184 та 198 метрів НРМ (під час повені до 204,5 метра НРМ).
Пригреблевий машинний зал ввели в експлуатацію з трьома турбінами типу Френсіс потужністю по 15 МВт, які забезпечували виробництво 176 млн кВт-год електроенергії на рік. В подальшому до них додали ще один гідроагрегат з турбіною того ж типу потужністю 5 МВт.
Видача продукції відбувається по ЛЕП, розрахованій на роботу під напругою 110 кВ.